# Babilônia (telenovela)
Babilônia (em Portugal, Babilónia) é uma telenovela brasileira produzida e exibida pela TV Globo de 16 de março a 28 de agosto de 2015, em 143 capítulos. Substituiu Império e foi substituída por A Regra do Jogo, sendo a 8.ª "novela das nove" exibida pela emissora.
Foi escrita por Gilberto Braga, Ricardo Linhares e João Ximenes Braga com a colaboração de Sérgio Marques, Ângela Carneiro, Chico Soares, Fernando Rebello, João Brandão, Luciana Pessanha e Maria Camargo. A direção foi de Cristiano Marques, Pedro Peregrino, Luisa Lima e Giovanna Machline, com direção geral de Maria de Médicis e direção de núcleo de Dennis Carvalho.
Contou com as participações de Glória Pires, Camila Pitanga, Adriana Esteves, Thiago Fragoso, Bruno Gagliasso, Thiago Martins, Marcos Palmeira e Sophie Charlotte.
Foi a última novela do autor Gilberto Braga, falecido em 26 de outubro de 2021.

## Enredo
Beatriz é uma mulher rica e ambiciosa, que usa sua sensualidade para conseguir seus objetivos. Sua vida é marcada pelo assassinato de Cristóvão, cometido por ela, e que tenta lançar a culpa em Inês, em uma trama de chantagens e golpes. Inês, mulher de classe média, tem a mesma falta de escrúpulos de Beatriz, corrompendo a todos com facilidade, mas sente-se inferior a Beatriz, sendo obcecada para ser como a rival. As duas, para conseguir seus objetivos, vivem um perigoso jogo de negociações e disputas. Regina, filha de Cristóvão, é uma mulher simples, de origem humilde, que quer se formar e ser bem sucedida na vida. Mas o assassinato de seu pai, que foi vítima do jogo de cobiça entre Inês e Beatriz, muda sua vida, fazendo com que ela se envolva no jogo de cobiça das duas mulheres.

## Elenco
| Intérprete          | Personagem                              |
| ------------------- | --------------------------------------- |
| Glória Pires        | Beatriz Amaral Rangel                   |
| Adriana Esteves     | Inês Junqueira                          |
| Camila Pitanga      | Regina Rocha                            |
| Thiago Fragoso      | Vinícius Teixeira                       |
| Sophie Charlotte    | Alice Junqueira / Maitê                 |
| Bruno Gagliasso     | Murilo Teixeira / Thiago Reis           |
| Cássio Gabus Mendes | Evandro de Souza Rangel                 |
| Marcos Palmeira     | Aderbal Pimenta                         |
| Thiago Martins      | Diogo Rocha                             |
| Tainá Müller        | Cristiana Loureiro (Cris)               |
| Fernanda Montenegro | Teresa Petrucceli                       |
| Nathalia Timberg    | Estela Marcondes                        |
| Chay Suede          | Rafael Petrucceli Amaral                |
| Luisa Arraes        | Laís Pimenta                            |
| Bruno Gissoni       | Carlos Augusto de Souza Rangel (Guto)   |
| Carla Salle         | Heloísa Gomes Batista (Helô)            |
| Gabriel Braga Nunes | Luís Fernando Vidal                     |
| Maria Clara Gueiros | Karen Fonseca                           |
| Arlete Salles       | Consuelo Pimenta                        |
| Dudu Azevedo        | Bento Machado                           |
| Sheron Menezzes     | Paula Ferreira                          |
| Laila Garin         | Maria José Pimenta                      |
| Herson Capri        | Otávio Borges                           |
| Juliana Alves       | Valeska de Paiva                        |
| Marcos Veras        | Norberto Vidal                          |
| Igor Angelkorte     | Clóvis Beviláqua                        |
| Marcos Pasquim      | Carlos Alberto da Mata                  |
| Marcello Melo Jr.   | Ivan Ferreira                           |
| Claudio Lins        | Sérgio da Mata                          |
| Débora Duarte       | Celina Junqueira                        |
| Virgínia Rosa       | Dora Rocha                              |
| André Bankoff       | Pedro                                   |
| Kizi Vaz            | Gabriela Alvarenga (Gabi)               |
| Lu Grimaldi         | Olga Teixeira                           |
| Peter Brandão       | Wolnei Toledo de Jesus                  |
| César Mello         | Tadeu Toledo de Jesus                   |
| Rosi Campos         | Zélia Fonseca                           |
| Werner Schünemann   | Osvaldo Alvarenga Jr.                   |
| Rogéria             | Úrsula Andressa                         |
| Tadeu Aguiar        | Antônio Xavier                          |
| Cristina Galvão     | Wilma                                   |
| Filipe Ribeiro      | Frederico da Mata (Fred)                |
| Mary Sheila         | Ivete                                   |
| Marcelo Laham       | Ronaldo Queiroz                         |
| Jacqueline Laurence | Simone                                  |
| Daisy Lúcidi        | Dulce Melo Porto                        |
| Paulo Verlings      | Tom Cruzes                              |
| Antonio Gonzalez    | Zé Henrique                             |
| Maíra Charken       | Vera Morgado                            |
| Lara Tremouroux     | Sandrinha                               |
| Luísa Thiré         | Flávia                                  |
| Rodrigo Fagundes    | Rubi                                    |
| Viviane Porto       | Cilene                                  |
| Luisa Friese        | Silvia                                  |
| Alex Brasil         | Valdecir                                |
| Beatrice Sayd       | Carla                                   |
| Pedro Dondé         | Nelson                                  |
| Sabrina Nonata      | Júlia Rocha Vidal                       |
| Xande Valois        | Joaquim Fonseca Vidal                   |
| Bernadete Wilhelm   | Nina Fonseca Vidal                      |
| Cauê Campos         | José Carlos Toledo de Jesus (Carlinhos) |

### Participações especiais
| Intérprete        | Personagem            |
| ----------------- | --------------------- |
| Tuca Andrada      | Homero Junqueira      |
| Val Perré         | Cristóvão Rocha       |
| Yanna Lavigne     | Susana Mendonça       |
| Hanna Romanazzi   | Cecília               |
| Dennis Carvalho   | Lauro Petrucceli      |
| Nelson Xavier     | Sebastião Carvalho    |
| Márcio Garcia     | Namorado de Karen     |
| Roberto Bonfim    | Cadelão               |
| Giovanna Ewbank   | Vanessinha Pitbull    |
| Bia Arantes       | Lara                  |
| Jurema Reis       | Rosângela             |
| Cinara Leal       | Penélope              |
| Marcos Pitombo    | Iuri                  |
| Bruno Dubeux      | João Paulo            |
| Cris Nicolotti    | Glória                |
| Jean Pierre Noher | Pierre                |
| Michele Birkheuer | Olívia                |
| Narjara Turetta   | Augusta               |
| Guilherme Logullo | Caio                  |
| Marcos Rubio      | John                  |
| Gabriella Gomes   | Monique               |
| Marcela Ramalho   | Alice (criança)       |
| Camila Moreira    | Inês (adolescente)    |
| Arianne Botelho   | Beatriz (adolescente) |
| Tereza Rachel     | Mary Poppins          |
| Carolyna Aguiar   | Leonor                |
| Susana Vieira     | Ela mesma             |
| Cláudia Raia      | Ela mesma             |
| Dira Paes         | Ela mesma             |
| Leandra Leal      | Ela mesma             |
| Fátima Bernardes  | Ela mesma             |
| Gal Costa         | Ela mesma             |
| Ludmilla          | Ela mesma             |
| Zico              | Ele mesmo             |
| Mônica Iozzi      | Amiga de Susana       |
| Flávio Pardal     | Fotógrafo             |
| Charles Daves     | Davi Toledo           |
| Anderson Almos    | Adolescente           |
| Marcos Otávio     | Denílson              |

## Antecedentes e contexto
O setor de teledramaturgia da Globo estreou no mesmo ano de sua inauguração, em 1965, com O Ébrio, no horário das 20 horas. Desde 1965 até o término da exibição de Passione, em 2011, a emissora adotava para as telenovelas exibidas após o Jornal Nacional em sua programação diária a denominação "novela das oito". Entretanto, os anúncios da estreia de Insensato Coração, trama que sucedeu Passione, a denominavam uma "novela das nove". Tradicionalmente a "novela das oito" era o programa diário de maior audiência da emissora e também da televisão brasileira.
Insensato Coração seria a 75ª "novela das oito", mas ao ser denominada a "novela das nove" da emissora, tornou-se a primeira produção do gênero a adotar essa denominação. Desde então, foram exibidas como "novela das nove" seis produções adicionais: Fina Estampa, Avenida Brasil, Salve Jorge, Amor à Vida, Em Família e Império. Babilônia é a oitava telenovela a ser assim denominada, e sucede Império no horário.
Ainda em 2013, a emissora definiria a ordem de sucessão para o horário, determinado que, após a conclusão de Amor à Vida, de autoria de Walcyr Carrasco, as produções seguintes seguiriam a seguinte ordem: Manoel Carlos (Em Família) sucederia Carrasco (Amor à Vida), e seria sucedido por Aguinaldo Silva (Império), Gilberto Braga (Babilônia) e João Emanuel Carneiro (A Regra do Jogo).

## Produção
Por coincidir com o cinquentenário da TV Globo, a telenovela recebeu considerável investimento da emissora, com uma ampla equipe de colaboradores no roteiro e na direção. A equipe de colaboradores dos autores incluiu Ângela Carneiro, Chico Soares, Fernando Rebello, João Brandão, Luciana Pessanha, Maria Camargo e Sérgio Marques. A equipe de diretores, por sua vez, contou com Cristiano Marques, Pedro Peregrino, Luisa Lima e Giovanna Machline. A direção geral foi de Maria de Médicis, sob núcleo de Dennis Carvalho.

### Escolha do elenco
A atriz Isabelle Drummond foi convidada para integrar o elenco interpretando a garota de programa Alice, mas recusou o papel e preferiu integrar o elenco da nova novela do horário das 18 horas exibida na mesma época, Sete Vidas, e Sophie Charlotte acabou ficando com a mocinha. Figura marcante nas novelas de Gilberto Braga, Deborah Evelyn foi escolhida inicialmente para interpretar a protagonista Inês, formando o trio principal ao lado de Camila Pitanga e Glória Pires. No entanto, a atriz acabou sendo remanejada para a novela seguinte do horário, A Regra do Jogo. Adriana Esteves, então estava escalada para a trama de João Emanuel Carneiro, assumiu o cargo de Inês na novela de Gilberto Braga, Ricardo Linhares e João Ximenes Braga. 
Daisy Lúcidi, que interpretaria Consuelo, teve o papel trocado com Arlete Salles, e passou a interpretar a secretária Dulce. Até abril de 2014, o ator Rafael Cardoso estava escalado para Babilônia quando o autor Aguinaldo Silva, que escrevia a antecessora da trama carioca, Império, interveio e pediu para Gilberto Braga que cedesse o intérprete para interpretar o chef Vicent em sua trama. Maria Casadevall e Fernanda Vasconcellos chegaram a ter seus nomes sondados e reservados para o elenco de Babilônia, mas amabas ficaram de fora da novela.
Susana Vieira, Dira Paes, Leandra Leal e Cláudia Raia fizeram participações especiais como elas mesmas no fictício programa da personagem Consuelo.

### Gravações
A trama, que teve os títulos provisórios Três Mulheres e Rio Babilônia, teve algumas cenas em Paris, onde os atores Glória Pires e Cássio Gabus Mendes gravaram em locações como o restaurante La Tour d'Argent, Jardim de Luxemburgo, Musée Rodin, Place des Vogues e Ponte de Bir-Hakeim. Teve também locações em Dubai, onde os atores Adriana Esteves, Sophie Charlotte e Tuca Andrada gravaram em locais como o Jumeirah Zabeel Saray e Palm Jumeirah.

## Exibição

### Outras Mídias
Em 23 de dezembro de 2024, foi disponibilizada pelo Globoplay como parte do Projeto Originalidade, com a atualização para o formato de exibição original; com o formato de imagem restaurado em Full HD, além de aberturas, vinhetas de intervalo e encerramento originais.

### Exibição Internacional
| País           | Canal      | Título local       | Estreia               | Final                  | Horário semanal   | Hora   | Ref     |
| -------------- | ---------- | ------------------ | --------------------- | ---------------------- | ----------------- | ------ | ------- |
| Portugal       | SIC        | Babilónia          | 6 de abril de 2015    | 22 de janeiro de 2016  | Segunda a Sexta   | 19:001 | [ 167 ] |
| Uruguai        | Teledoce   | Mujeres Ambiciosas | 9 de maio de 2016     | 17 de novembro de 2016 | Segunda a Sexta2  | 21:303 | [ 168 ] |
| Moçambique     | STV        | Babilônia          | 13 de junho de 2016   | 22 de outubro de 2016  | Segunda a Sábado  | 21:00  | [ 169 ] |
| Equador        | Gama TV    | Mujeres Ambiciosas | 27 de junho de 2016   | 22 de abril de 2017    | Segunda a Sexta4  | 20:005 | [ 170 ] |
| Coreia do Sul  | TeleNovela | 엠비셔스 위민      | 18 de julho de 2016   | 10 de abril de 2017    | Segunda a Quarta7 | 11:008 | [ 171 ] |
| Cabo Verde     | TCV        | Babilonia          | 25 de outubro de 2016 | 4 de março de 2017     | Segunda a Sábado  | 21:00  | [ 172 ] |
| Estados Unidos | Telemundo  | Mujeres Ambiciosas | 10 de janeiro de 2017 | 12 de abril de 2017    | Segunda a Sexta   | 12:006 | [ 173 ] |

↑1  Transferida para as 18:40 a partir do dia 15 de junho de 2015.
↑2  Transferida para Segunda a Quinta a partir do dia 30 de maio de 2016.
↑3  Transferida para as 21:45 a partir do dia 4 de julho. Transferida para as 22:30 a partir do dia 12 de setembro, e para as 22:45 somente as Quartas.
↑4  Transferida para Sábado e Domingo a partir do dia 8 de outubro de 2016.
↑5  Transferida para as 18:00 os Sábados e para as 15:00 os Domingos a partir do dia 8 de outubro de 2015.
↑6  Exibida em capítulos duplos. Transferida para as 10:30 a partir do dia 7 de fevereiro.
↑7  Transferida para Segunda e Terça a partir do dia 13 de março.
↑8  Transferida para as 09:00 a partir do dia 13 de março.

## Lançamento e recepção

### Audiência
O primeiro capítulo de Babilônia alcançou 32,8 pontos no IBOPE na Grande São Paulo, representando um aumento de 0,7 pontos em relação à antecessora, Império, que havia estreado com 32,1. Já o segundo capítulo obteve 29,8 pontos. Os capítulos seguintes foram caindo sucessivamente até atingir 22 pontos e, no fim da primeira semana, a trama já havia perdido 33% da audiência da antecessora, afugentando um terço dos expectadores. A novela continuou caindo e, em março, já empatava com a "novela das sete" Alto Astral na audiência. Em 25 de março Alto Astral ultrapassou  Babilônia e se tornou a novela de maior audiência da emissora naquele momento, abrindo uma vantagem de um ponto contra o principal produto da emissora. Em abril já variava entre 20 e 23 pontos, se tornando a novela menos assistida da emissora – exceto pela franquia Malhação. Devido à perda constante de audiência e rejeição do público, Babilônia foi comparada pelos críticos de televisão a Esperança, tida como a "novela das oito" de maior fracasso da história da emissora, marcando médias de 38 pontos em uma época que as tramas chegavam a 65.
Com a baixa audiência, a TV Globo promoveu mudanças drásticas na trama, amenizando as histórias densas e pesadas, além de intensificar os comerciais e contar com um resumo maior no início de cada capítulo. Além disso, toda a parte técnica foi alterada, deixando os cenários mais iluminados e alterando a edição amarelada para algo mais colorido, conseguindo fazer com que a novela crescesse para 26 pontos em 7 de abril. Apesar disso, a trama continuou abaixo de Alto Astral, que havia fechado com 26,2 pontos e seguia como o produto de maior audiência da emissora. A produção também enfrentou uma rejeição em outros estados. Em Goiânia, pela primeira vez na história da dramaturgia da TV Globo, uma novela das 21h teve menos audiência que uma novela da RecordTV. Em Recife, Vitória e Manaus, a novela não emplacou e atingiu médias entre 13 e 20 pontos, perdendo a liderança em determinados dias. Em Belo Horizonte, praça onde a TV Globo sempre registrou boa audiência, Babilônia chegou a marcar 19 pontos da semana do dia 30 de março ao dia 3 de abril, índice muito abaixo da média do horário, que costumava ficar em torno de 35 pontos.
Os seus maus resultados, no entanto, não foram atribuídos somente aos polêmicos temas abordados – uma vez que a telenovela das 23 horas, Verdades Secretas, exibida no mesmo período, obteve sucessivos recordes de audiência para o seu horário mesmo apresentando uma trama com temas mais delicados, como uso de crack, sexo entre dois garotos e o envolvimento de uma menor com seu padrasto –, mas também ao roteiro considerado inconsistente pela imprensa. Segundo os jornalistas especializados, a novela era focada apenas em vingança e tragédias, onde nenhum personagem tinha bons momentos, faltando histórias com mais humor e romance, alegando que Babilônia havia afastado o público. Além disso, Babilônia enfrentou uma problemática com o crescimento de Os Dez Mandamentos, da RecordTV, que entrava no ar mais cedo e se encerrava durante o primeiro bloco da telenovela da TV Globo, o que era suficiente para despencar sua audiência posterior. Apesar de não ultrapassar Babilônia na Grande São Paulo, a trama concorrente chegou liderar em outras capitais, como em Goiânia, onde marcou 15,5 contra 14 da "novela das nove".
Na última semana a trama conseguiu estabilizar a audiência entre 23 e 29 pontos, ainda muito abaixo do esperado pela emissora, porém tendo uma leve subida em relação a toda linha do tempo de sua exibição. O último capítulo de Babilônia marcou 33,5 pontos, com pico de 38.1 pontos na Grande São Paulo, representando com grande margem a pior audiência de um capítulo final de novela das 21 horas, 30% abaixo do número registrado pelo último capítulo de sua antecessora Império. Teve média geral de 25,4 pontos, 8 a menos que a antecessora e 10 a menos que a expectativa para o horário, que era de 35 pontos na época – apenas após A Lei do Amor a expectativa seria reduzida para 30. Este foi o pior resultado de uma "novela das nove". Tal marca seria superada sete anos mais tarde por Um Lugar ao Sol, que fechou com 22,3 pontos de média geral.

### Controvérsias
O deputado federal João Campos de Araújo, líder da Frente Parlamentar Evangélica do Congresso Nacional emitiu uma nota de repúdio ao beijo protagonizado por Fernanda Montenegro e Nathalia Timberg no primeiro capítulo, convocando os evangélicos a boicotarem a novela e não consumirem os produtos anunciados durante o programa. O senador Magno Malta protestou contra a novela nas redes sociais Facebook e WhatsApp e o pastor Silas Malafaia manifestou indignação a respeito da suposta imoralidade presente na trama. Já o pastor e deputado federal Marco Feliciano, defendeu o boicote à patrocinadora da telenovela. Ricardo Linhares, em entrevista, afirmaria que o boicote é um direito a todos, mas que acreditava que ele era promovido com motivação "obscurantista e ditatorial", visando "discriminação e a intolerância". Ao final da primeira semana, a audiência da telenovela havia diminuído consideravelmente, numa queda que segundo o jornalista Lauro Jardim, da revista Veja, nunca teria ocorrido na história da emissora, e que poderia estar relacionada ao boicote. As críticas também vieram por parte de ramos da Igreja Católica, como a Renovação Carismática e a comunidade Canção Nova, que pediram ações semelhantes por parte de seus fiéis.

#### Resposta da emissora
Nos 10 primeiros capítulos a trama alcançou 27.7 pontos de média, e 42.5% de participação. Este é o pior resultado em 50 anos. Para conter a queda de audiência, foram lançadas novas chamadas, houve a troca do logotipo, alterando para cores mais leves e o grupo de discussão foi adiantado. Mesmo com críticas ao casal homossexual, o coautor Ricardo Linhares afirma que a trama seguirá como foi planejado desde o início. Linhares também afirma que busca a aceitação, em relação ao casal Teresa e Estela.
Após a realização de grupos de discussão com telespectadores, foi concluído que parte do público rejeita a maldade, a violência e o tema da corrupção presente na trama. Para reverter a baixa audiência, a emissora cortou cenas de prostituição, alterando os rumos da personagem de Sophie Charlotte (Alice), que não será mais prostituta, visto que telespectadoras consideraram a trama, mau exemplo. Linhares, entretanto, alegaria que a mudança não se dava pela rejeição do público, mas por questões de "classificação indicativa" da produção. A atriz e Bruno Gagliasso regravaram cerca de 40 cenas, além de ganharem mais destaque na trama. Beatriz (Glória Pires), não "atacará" mais os homens; a fotografia que era considerada escura, foi clareada; as tramas românticas serão aumentadas; demonstrações de afeto entre o casal homossexual foram cortadas e o segredo envolvendo as vilãs foi revelado antecipadamente. Pela sinopse da telenovela, o personagem de Marcos Pasquim (Carlos Alberto) teria um envolvimento com o de Marcello Mello (Ivan), mas a direção da emissora alterou a trama; fazendo com que o personagem de Pasquim, se apaixone por Regina (Camila Pitanga). Herson Capri interpretaria o traficante Osvaldo, mas foi deslocado para interpretar Otávio, amante de Beatriz (Gloria Pires).
Com os índices de audiência abaixo do esperado, Silvio de Abreu, Diretor de Dramaturgia da emissora, reescreveu cinco capítulos e reeditou doze capítulos em seis, para que a trama fosse agilizada. A interferência de Abreu na trama, acontece após suposto desentendimento entre os autores, e boatos do casal homossexual ser assassinado. Apesar das mudanças realizadas, a telenovela perdeu 18 capítulos e foi reduzida em cerca de 3 semanas, novamente devido a sua baixa audiência. Com isso, as gravações de A Regra do Jogo, trama sucessora no horário, do autor João Emanuel Carneiro, foram aceleradas.

### Prêmios e indicações
| Ano  | Prêmio                    | Categoria               | Indicação                                          | Resultado | Ref.            |
| ---- | ------------------------- | ----------------------- | -------------------------------------------------- | --------- | --------------- |
| 2015 | Prêmio Extra de Televisão | Melhor Novela           | Gilberto Braga Ricardo Linhares João Ximenes Braga | Indicado  | [ 249 ]         |
| 2015 | Prêmio Extra de Televisão | Melhor Atriz            | Glória Pires                                       | Indicado  | [ 249 ]         |
| 2015 | Prêmio Extra de Televisão | Melhor Ator Coadjuvante | Marcos Palmeira                                    | Indicado  | [ 249 ]         |
| 2015 | Prêmio Extra de Televisão | Melhor Ator/Atriz Mirim | Sabrina Nonata                                     | Indicado  | [ 249 ]         |
| 2015 | Prêmio Extra de Televisão | Melhor Ator/Atriz Mirim | Xande Valois                                       | Indicado  | [ 249 ]         |
| 2015 | Prêmio Extra de Televisão | Melhor Tema de Novela   | "Pra que Chorar?", Mart'nália                      | Indicado  | [ 249 ]         |
| 2015 | Troféu AIB de Imprensa    | Melhor Atriz            | Adriana Esteves                                    | Venceu    | [ 249 ]         |
| 2015 | Troféu AIB de Imprensa    | Melhor Atriz            | Glória Pires                                       | Indicado  | [ 249 ]         |
| 2015 | Melhores do Ano           | Melhor Ator/Atriz Mirim | Sabrina Nonata                                     | Indicado  | [ 250 ] [ 251 ] |
| 2016 | Prêmio TV Brasil          | Melhor Atriz            | Glória Pires                                       | Venceu    |                 |

## Música

### Volume 1
Capa: Camila Pitanga e Thiago Fragoso
| N.º            | Título                                                                | Música                      | Personagem                          | Duração |  |
| 1.             | "Ink"                                                                 | Coldplay                    | Alice e Murilo                      | 03:48   |  |
| 2.             | "Eu Te Desejo Amor (Que Reste-T-Il de Nos Amours? (I Wish You Love))" | Maria Bethânia              | Estela e Teresa                     | 02:45   |  |
| 3.             | "Ô Sorte"                                                             | Mosquito                    | Clóvis e Norberto                   | 02:53   |  |
| 4.             | "Ilusão à Toa"                                                        | Gal Costa                   | Ivan e Sérgio                       | 02:56   |  |
| 5.             | "Splendor"                                                            | Dan Torres                  | Bento e Paula                       | 03:39   |  |
| 6.             | "Pra Que Chorar (Ao Vivo)"                                            | Mart'nália                  | Abertura                            | 02:31   |  |
| 7.             | "Deixa Se Envolver"                                                   | Melanina Carioca            | Norberto e Valeska                  | 03:41   |  |
| 8.             | "Like Nice"                                                           | Celso Fonseca               | Carlos Alberto e Regina             | 03:07   |  |
| 9.             | "Azul da Cor do Mar"                                                  | Tim Maia                    | Bento e Paula                       | 03:18   |  |
| 10.            | "Sonhos"                                                              | Caetano Veloso              | Regina e Vinícius                   | 03:01   |  |
| 11.            | "Don't Wanna Touchdown"                                               | Johnny Glövez Feat.: Polina | Diogo                               | 04:04   |  |
| 12.            | "Não Diga Não"                                                        | Nana Caymmi                 | Beatriz e Diogo                     | 03:35   |  |
| 13.            | "Alvorada"                                                            | Cartola                     | Tema de Locação: Morro da Babilônia | 02:38   |  |
| 14.            | "Convicted"                                                           | Alisha Pillay               | Tema Geral: Festas                  | 03:38   |  |
| 15.            | "Till I Forget About You"                                             | Cymcolé                     | Tema Geral: Festas                  | 03:36   |  |
| 16.            | "A Presença" (Instrumental)                                           | Roger Henri                 | Tema Geral                          | 02:48   |  |
| Duração total: | Duração total:                                                        | Duração total:              | Duração total:                      | 52:05   |  |

### Volume 2
Capa: Bruno Gagliasso e Sophie Charlotte
| N.º            | Título                     | Música                                | Personagem            | Duração |  |
| 1.             | "I'm Not The Only One"     | Sam Smith                             | Beatriz e Diogo       | 04:00   |  |
| 2.             | "Esperta"                  | Ana Carolina                          | Aderbal e Inês        | 02:14   |  |
| 3.             | "Mania"                    | Zizi Possi                            | Cris e Vinícius       | 05:05   |  |
| 4.             | "Estava Escrito"           | Ney Matogrosso                        | Tema Geral            | 03:18   |  |
| 5.             | "All Of You"               | Karina Duque Estrada                  | Alice e Evandro       | 02:53   |  |
| 6.             | "Um Trem Para as Estrelas" | Cazuza                                | Alice e Murilo        | 03:37   |  |
| 7.             | "Amor Marginal"            | Johnny Hooker                         | Alice e Evandro       | 04:46   |  |
| 8.             | "O Samba de Nós Dois"      | Daniel Chaudon Part. Esp.: Mart'nália | Diogo e Gabriela      | 04:17   |  |
| 9.             | "I'm Alive"                | Mister Jam Feat.: Francinne           | Tema Geral: Festas    | 03:21   |  |
| 10.            | "Tango do Mal"             | Simone Mazzer                         | Karen e Luís Fernando | 03:00   |  |
| 11.            | "Sabe Você?"               | Leila Pinheiro                        | Regina e Vinícius     | 04:27   |  |
| 12.            | "Love Is On My Mind"       | Blushed                               | Tema Geral            | 03:47   |  |
| 13.            | "Que Bandeira"             | Daúde                                 | Paula                 | 03:45   |  |
| 14.            | "Only U"                   | Leo Von                               | Tema Geral            | 03:37   |  |
| 15.            | "Amor, Meu Grande Amor"    | Lucas Santtana                        | Laís e Rafael         | 03:59   |  |
| Duração total: | Duração total:             | Duração total:                        | Duração total:        | 56:15   |  |

Ainda:
- Imunização Racional (Que Beleza) - Tim Maia (Tema Geral)
- Ev'ry Time We Say Goodbye - Simply Red (Regina e Vinícius)
- Rap du Bom, Parte II - Rappin' Hood Part. Esp.: Caetano Veloso (Tema Geral)
- Purabossanova - Sérgio Britto Part. Esp.: Rita Lee (Tema Geral)
- Divisionary (Do The Right Thing) - Ages and Ages (Laís e Rafael)
- Meu Bebê - M.C. Jordan (Norberto e Valeska)
- So Not Over You - Simply Red (Tema das Chamadas)